# Герберт, Эдвард, 3-й граф Поуис
Эдвард Джеймс Герберт, 3-й граф Поуис (англ. Edward James Herbert, 3rd Earl of Powis; 5 ноября 1818 — 7 мая 1891) — британский пэр и политик. Он носил титул учтивости — виконт Клайв с 1839 по 1848 год.
Титулы: 3-й граф Поуис, графство Монтгомеришир (с 17 января 1848 года), 3-й барон Герберт из Чербери, графство Шропшир (с 17 января 1848), 3-й барон Поуис из замка Поуис, графство Монтгомеришир (с 17 января 1848), 3-й виконт Клайв из Ладлоу (с 17 января 1848), 4-й барон Клайв из Плесси, графство Клэр (с 17 января 1848), 3-й барон Клайв из Уолкота, графство Шропшир (с 17 января 1848 года).

## Предыстория
Родился 5 ноября 1818 года в отеле «Ангел», Першор, Вустершир. Старший сын Эдварда Герберта, 2-го графа Поуиса (1785—1848), и леди Люси Грэм (1793—1875), дочери Джеймса Грэма, 3-го герцога Монтроза. Среди его братьев и сестер был сэр Перси Эгертон Герберт, член Палаты общин.

## Образование
Он получил образование в Итонском колледже и колледже Святого Иоанна в Кембридже, где он был президентом Университетского Питт-клуба и получил степень магистра в 1840 году и доктора юридических наук в 1848 году. Он также был удостоен почетной степени DCL Оксфордского университета. Находясь в Кембридже, он сыграл в двух первоклассных матчах по крикету за Кембриджский городской клуб против крикетного клуба Кембриджского университета.
Позже в 1863 году он был назначен верховным стюардом Кембриджского университета.
Он также был президентом Клуба Поуисленда, основанного в 1867 году и занимавшегося изучением истории Монтгомеришира и других аспектов графства.

## Политическая карьера

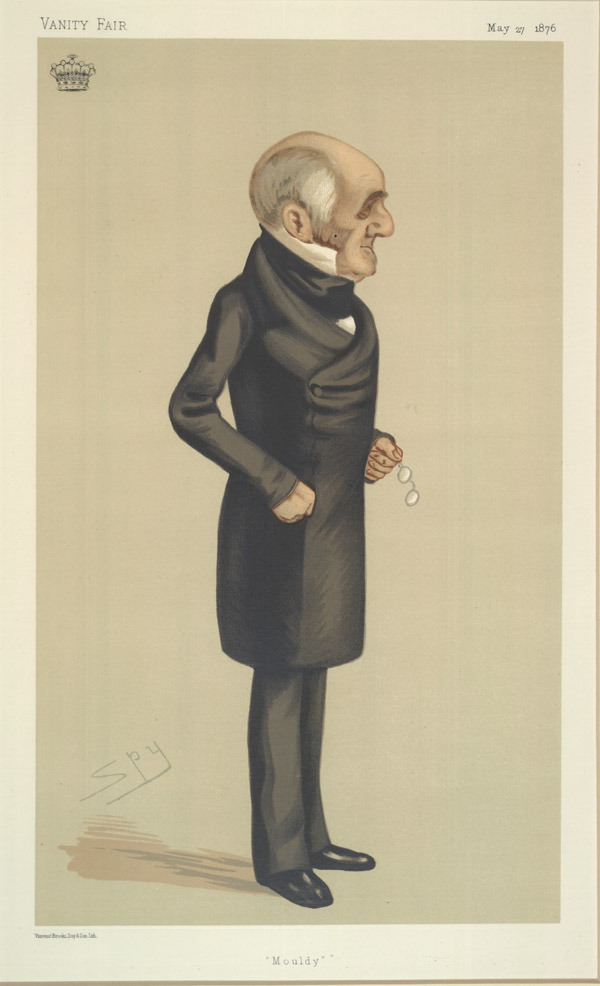
Карикатура на графа Поуиса 1876 года, сделанная Лесли Уордом на Ярмарке тщеславия.

Лорд Поуис был избран в Палату общин в качестве одного из двух депутатов от Северного Шропшира в 1843 году и занимал это место до 1848 года, когда он сменил своего отца в графстве и вошел в Палату лордов.
Правнук по отцовской линии Роберта Клайва Индийского и внук бывшего губернатора Мадраса (Эдвард Клайв, 1-й граф Поуис), графу была предложена должность вице-короля Индии тогдашним премьер-министром Дизраэли в 1875 году, когда ему было 67 лет, но он отказался, опасаясь его здоровье «не соответствовало суровым условиям тропического климата». На сохранившемся конверте письма он нацарапал: «Не стоит рассматривать, Поуис».
С момента образования советов графства в 1889 году он был олдерменом графства Шропшир и советником графства Монтгомеришир.
Он также служил лордом-лейтенантом Монтгомеришира с 1877 по 1891 год и был мировым судьей от графств Шропшир и Херефордшир.

## Военная служба
Поуис (тогда виконт Клайв) был назначен корнетом Южно-Салопийской йоменской кавалерии в 1840 году и стал капитаном после смерти своего отца в 1848 году, когда он сменил его на посту полковника, командующего полком. Он оставался у власти до ухода в отставку в 1871 году в возрасте 63 лет.

## Деловые интересы
Лорд Поуис был председателем компании Shropshire Union Railways and Canal Company и Welshpool Gas Company, которая обеспечивала газовое освещение в городе Уэлшпул.

## Личная жизнь
Лорд Поуис скончался в своем лондонском доме на Беркли-сквер, 45, Мейфэр, в мае 1891 года в возрасте 72 лет и был похоронен в церкви Святой Марии в Уэлшпуле. Он не был женат, и ему наследовал графство его племянник Джордж.